# La sombra del otro (película)
La sombra del otro es una película de comedia, acción y drama mexicana de 1957, producida y escrita por Fernando de Fuentes, dirigida por Gilberto Martínez Solaresy protagonizada por Viruta y Capulina, junto a las actrices, Ana Bertha Lepe, Teresa Velázquez y Sonia Furió, con la participación del boxeador mexicano Ricardo «Pajarito» Moreno. Esta película está basada en la serie radiofónica de Francisco Javier Camargo y es recordada como una película de boxeo y por la presencia de Moreno en el reparto. Ésta es la primera película en la que cuenta con el debut cinematográfico de Viruta y Capulina como dúo cómico, y de la actriz Tere Velázquez, más conocida por aparecer años después en otras películas de comedia junto con su hermana Lorena Velázquez, quien debutó en ¡Viva la juventud! (1956), con Adalberto Martínez «Resortes». Ésta es la única película en la que Ana Bertha y Teresa actúan juntas, aunque su hermana Lorena aparecería junto a Lepe en La nave de los monstruos (1960), con Eulalio González «Piporro».

## Argumento
Viruta y Capulina son propietarios de una cafetería y combinan dicho negocio con el de ayudantes de un incipiente boxeador llamado Ricardo, a quien acompañan en sus entrenamientos, ya que él los considera sus talismanes de la buena suerte, pero a partir de ello, ocurren diversas situaciones que les harán meditar en sus vidas. En el transcurso conocen a dos mujeres llamadas Celicia (Ana Bertha Lepe) y Alejandra (Teresa Velázquez), a quienes les dan serenata con tintes sentimentales.

## Reparto
- Marco Antonio Campos como Viruta
- Gaspar Henaine como Capulina
- Ricardo «Pajarito» Moreno como Ricardo
- Ana Bertha Lepe como Cecilia
- Teresa Velázquez como Alejandra
- Sonia Furió como Cantante
- Freddy Fernández «El Pichi» como Víctor Gómez
- Luis Aragón como Don Blas García
- Velia Vegar como Doña Catita
- José Castro
- Enrique García Álvarez como Jefe de Guillermo
- Julio Sotelo
- Nicolás Morán «El Chintololo» como Nico «El Chintololo»
- Tomás Castillo
- Ernesto Parra como Raúl Torres «El Fufurufo»
- Kildo Martínez
- Rudy Coronado
- Beto Carbajal
- Baby Rivera como El Bay López
- Lino Botello
- Jaime Magallon
- Trío Avileño
- Ricardo Adalid (no acreditado)
- Arturo Castro "Bigotón" como Mensajero de Jhonson (no acreditado)
- Leonor Gómez (no acreditado)
- Julio Sotelo como narrador de radio (no acreditado)
- Guillermo Álvarez "El Gordo" Bianchi como Entrenador del Fufurufo (no acreditado)
- Antonio Padilla "Picoro" Anunciador sobre el ring (No acreditado)

## Banda sonora
- "Nocturnal", escrita por José Sabre Marroquín.
- "Una Aventura más", escrita por Chamaco Alberto Domínguez.
- "El Saxofon", escrita por Fernando Rosas
- "Lecciones de Merengue", escrita por Ramón Márquez e interpretada por Sonia Furió.
- "Mi gallo es el pajarito", escrita por Luis Cisneros.
- "Danzón Cariño", escrita por Luis Hernández Bretón.
- "Kitty Kock n Roll", escrita por Luis Hernández Bretón.
- "Cha Cha Cha de la Porra", escrita por Marco Antonio Campos «Viruta» y Gaspar Henaine «Capulina».